# Römischer Name
Bei römischen Namen ist grundsätzlich zu unterscheiden zwischen Männer- und Frauennamen sowie zwischen römischen Bürgern und Freigelassenen. Außerdem unterscheidet sich die Namensgebung in den verschiedenen Epochen der römischen Antike.
Die nachfolgenden Ausführungen beziehen sich vor allem auf den Zeitraum zwischen der Mitte des 2. Jahrhunderts v. Chr. und dem frühen 3. Jahrhundert n. Chr. Sie betreffen zudem vor allem die Oberschicht und spiegeln das römische Namenssystem folglich nur teilweise wider. Nicht behandelt werden hier Sklaven und freie Reichsangehörige ohne römisches Bürgerrecht.
Römische Bürger trugen typischerweise drei Namen, die lateinisch als tria nomina bezeichnet werden.

## Männernamen

### Praenomen, Nomen gentile und Cognomen
Namen römischer Bürger in der Antike bestanden in der Regel aus mindestens zwei Teilen: praenomen (Vorname) und nomen gentile (Gentilname).
Der Praenomen wurde vom Vater traditionell am 9. Tag nach der Geburt aus einer kleinen Zahl häufiger Vornamen gewählt. Nur wenige Vornamen (zum Beispiel Marcus, Gaius, Lucius, Gnaeus, Quintus, Sextus) sind bekannt und noch weniger waren allgemein gebräuchlich, einige nur in bestimmten adligen Familien. Gelegentlich wurde der Zusatz maior oder minor (der Ältere, der Jüngere) benötigt, um Vater und Sohn zu unterscheiden, da diese häufig denselben Vornamen trugen, denn in vielen Familien beschränkte man sich auf wenige praenomina. Wahrscheinlich gab es anfangs weitaus mehr praenomina, doch da die meisten ungebräuchlich geworden waren, als die epigraphische Überlieferung einsetzte, sind sie unbekannt. In Inschriften wurden die Vornamen meist abgekürzt.
Der Gentilname (zum Beispiel Iulius, Antonius), der bei genuin römischen gentes immer auf -ius endete, wurde vom Vater als Familienname vererbt. Einige bekannte Gentilnamen wurden in nachrömischer Zeit ab dem Mittelalter zu Vornamen, deren Träger mit der ursprünglichen Familie nichts zu tun hatten (zum Beispiel Martin, Anton, Julius/ Jules, Cornelius/ Cornelia). In einigen weitverzweigten Familien bestand das nomen gentile aus zwei Teilen zwecks Unterscheidung einzelner Zweige. So spalteten sich beispielsweise die Cornelier in fast 20 Zweige auf.
Ab etwa 200 v. Chr. trat das Cognomen als drittes Element hinzu, da die Kombination von praenomen und nomen gentile keine Eindeutigkeit mehr gewährleistete. Immer mehr Römer trugen somit drei Namen. Die „typische“ Namensform war dann etwa 300 Jahre lang die der tria nomina („drei Namen“), zum Beispiel: Marcus (praenomen) Tullius (nomen gentile) Cicero (cognomen).

### Besonderheiten
Bei besonderen Verdiensten konnten Ehrennamen hinzukommen, zum Beispiel Africanus. Ein solches Agnomen übernahm in der Spätantike zunehmend die Funktion des Cognomen, als auch dieses anfing, erblich zu werden.
In offiziellen Dokumenten und Inschriften fügte man oft den Vornamen des Vaters hinzu (zum Beispiel Marci filius, Sohn des Marcus, abgekürzt M. f., vgl. Patronym) sowie, um sich als römischer Bürger zu kennzeichnen, die Angabe der tribus, der man angehörte.
Adoptierte fügten ihrem neuen Namen den bisherigen Familiennamen mit der Endung -ianus an.
Namenslängen reichten zwischen Marcus Antonius über Imperator Caesar Marcus Aurelius Antoninus Augustus Germanicus Sarmaticus bis hin zu jenem Konsul von 169 n. Chr., der insgesamt 38 Namen trug (man spricht hier von Polyonymie).

### Namen von Freigelassenen
Freigelassene (ehemalige Sklaven) erhielten Vornamen und den oder die Familiennamen des ehemaligen Herrn. Der frühere Rufname des Sklaven diente als cognomen. An der Stelle, an der bei freigeborenen römischen Bürgern der Vorname des Vaters stand, stand bei Freigelassenen der Vorname des ehemaligen Herrn (zum Beispiel Marci libertus). So hieß zum Beispiel der Sekretär von Marcus Tullius Cicero, der Sklave Tiro, nach seiner Freilassung Marcus Tullius Marci libertus Tiro. Wegen der Vielzahl kaiserlicher Freigelassener und ihrer Nachkommen führte die Namensvergabe bei der Freilassung dazu, dass die Namen der Kaiser weit verbreitet waren.
Auch peregrini und socii, die das volle römische Bürgerrecht verliehen bekamen, nahmen nach demselben Muster den Namen dessen an, der es ihnen verliehen hatte, meist des jeweiligen Kaisers.

### Entwicklung des Namenssystems
In der Forschung ist darauf hingewiesen worden, dass die tria nomina heute im Grunde irrtümlich als „typisch römisch“ gelten: In den Jahrhunderten um Christi Geburt habe sich das römische Namenssystem schlicht in einer langen Übergangsphase von einem Zweinamensystem zu einem anderen befunden. Das praenomen war noch nicht unüblich, doch zugleich wurde das cognomen immer mehr zum eigentlichen Individualnamen, bis das praenomen schließlich im 4. Jahrhundert n. Chr. weitgehend verschwand und nur in Teilen der traditionsbewussten Oberschicht üblich blieb (etwa bei Gaius Sidonius Apollinaris). Während dieser Phase, in der vorübergehend drei Namen üblich waren, fanden aber entscheidende Weichenstellungen der römischen Geschichte statt, und „klassische“ Werke, die unser Bild von Rom prägen, wurden verfasst, so dass das ohnehin weitgehend auf die Elite begrenzte Phänomen der tria nomina in den Augen der Nachwelt Prominenz erlangte.
Nach der Verleihung des römischen Bürgerrechts an fast alle freien Reichsbewohner im Jahr 212 durch Kaiser Caracalla geriet die „klassische“ römische Namensform langsam außer Gebrauch, da der Name als Unterscheidungsmerkmal von Nichtbürgern und Bürgern überflüssig geworden war. In der Spätantike (ab 300 n. Chr.) setzte sich daher weitgehend die Sitte durch, einem Menschen nur noch einen Rufnamen zu geben. Die zusätzlichen „Namen“ Flavius und Aureli(an)us hatten im 5. und 6. Jahrhundert faktisch eher die Funktion eines Titels – wer in kaiserlichen Diensten tätig war, trug ihn.
Nur in den höchsten Kreisen der Gesellschaft blieb Polyonymie weiterhin üblich, wie etwa die Beispiele des Senators Quintus Aurelius Memmius Symmachus, des Philosophen Anicius Manlius Severinus Boethius oder des letzten römischen Konsuls Anicius Faustus Albinus Basilius zeigen. Diese Praxis, die wohl Unabhängigkeit von kaiserlicher Gunst demonstrieren sowie die Verbindungen zu anderen Adelsgeschlechtern anzeigen sollte, verschwand gemeinsam mit dem weströmischen Senat um das Jahr 600.

## Frauennamen
Auch Frauen trugen ein individuelles praenomen, das jedoch in klassischer Zeit nur selten erwähnt wurde. Meist wurden sie nur mit dem Familiennamen ihres Vaters in der weiblichen Form bezeichnet (zum Beispiel Iulia, die Tochter Gaius Iulius Caesars; Tullia, die Tochter Marcus Tullius Ciceros).
Schwestern wurden durch maior, minor, tertia etc. (die Ältere, die Jüngere, die Dritte) unterschieden oder durchnummeriert wie Marcus Iunius Brutus’ Schwestern Iunia Prima, Iunia Secunda und Iunia Tertia. Seit der Kaiserzeit kam gelegentlich ein cognomen dazu, das wie bei den Männern zunehmend den vor dem Gentilnamen stehenden Eigennamen ersetzte.

## Beispiele
Praenomina
Folgende männliche Praenomina kommen in der Liste der römischen Konsuln (509 v. Chr.–541 n. Chr.) in abgekürzter Form vor:
| - A. = Aulus - Ap. = Appius - C. = Gaius - Cn. = Gnaeus | - D. = Decimus - K. = Kaeso - L. = Lucius - M. = Marcus | - Mn./Man. = Manius - Mam. = Mamercus - N. = Numerius - P. = Publius | - Q. = Quintus - Ser. = Servius - Sex. = Sextus - Sp. = Spurius | - T. = Titus - Ti. = Tiberius |

| Nomina gentilia - Annaeus - Antonius - Aponius - Aurelius - Atius - Caecilius - Calpurnius - Claudius - Cornelius - Flavius - Gavius - Hortensius - Iulius - Licinius - Mamilius - Pompeius - Sempronius - Valerius | Cognomina - Caesar - Cicero - Crispus - Hibrida - Metellus - Nobilior - Piso - Scipio - Seneca - Sulla |